# Menedżer urządzeń
Menedżer urządzeń (ang. Device Manager) – aplet panelu sterowania w systemie operacyjnym Microsoft Windows. Pozwala on użytkownikom przeglądać i zarządzać sprzętem podłączonym do komputera. Gdy sprzęt nie działa, zostaje w menedżerze urządzeń oznaczony. Lista urządzeń może być klasyfikowana według różnych kryteriów.
Dla każdego urządzenia, użytkownicy mogą:
- zainstalować sterowniki urządzeń;
- włączać i wyłączać urządzenia;
- poinformować system Windows, aby ignorował wadliwe urządzenia;
- zobaczyć inne właściwości techniczne.

Menedżer urządzeń pojawił się wraz z systemem Windows 95 jako część apletu System (plik sysdm.cpl), a w rodzinie NT został dodany do systemu Windows 2000. W Windowsach opartych na jądrze NT, jest on przystawką Konsoli Zarządzania (plik devmgmt.msc) oraz umożliwia przejrzenie listy „ukrytych urządzeń” – nie podłączonych w danej chwili do komputera oraz niektórych urządzeń specjalnych (np. głośnik systemowy na płycie głównej), klasyfikowanych jako Urządzenia niezgodne z Plug and Play. Oznaczane są wyblakłą ikoną.

## Typy ikon

### Urządzenie wyłączone
Urządzenie zostało wyłączone albo ręcznie przez użytkownika lub w wyniku jakiegoś błędu. W systemach od Windows 95 do XP oznaczeniem jest czerwony znak „X” na ikonie urządzenia. W systemie Windows Vista i Windows 7 został zastąpiony przez szarą dolną strzałkę w prawym dolnym rogu ikony urządzenia.

### Sprzęt nie działa prawidłowo
Istnieje wiele powodów, dlaczego sprzęt może nie działać prawidłowo. Jeśli system Windows wykryje problem urządzenia, oznacza je czarnym wykrzyknikiem w żółtym kole () lub trójkącie () w prawym dolnym rogu ikony urządzenia.

### Sprzęt nierozpoznany
Sprzęt może nie być rozpoznany, jeśli nie jest zainstalowany prawidłowo, czy nie jest kompatybilny z systemem użytkownika. Urządzenie jest wtedy oznaczone żółtym znakiem zapytania w miejscu odpowiedniej ikony.

### Zasoby wybrane ręcznie
Niebieski symbol „i” na białym polu w prawym dolnym rogu urządzenia ikony oznacza, że funkcja Automatycznej konfiguracji nie została wybrana dla urządzenia i zasób pamięci oraz żądań przerwań został wybrany ręcznie. Należy pamiętać, że to nie wskazuje na jakikolwiek problem lub wyłączenie urządzenia.

## Kody błędów
Kody błędów Menedżera urządzeń to cyfrowe kody, którym towarzyszy komunikat o błędzie, który pomoże użytkownikom ustalić, jaki problem ma system Windows z jakąkolwiek częścią sprzętu.
| Kod | Znaczenie |
| --- | --- |
| 1   | Urządzenie nie jest poprawnie skonfigurowane. |
| 3   | Sterownik dla tego urządzenia może być uszkodzony bądź w systemie jest za mało pamięci lub innych zasobów. |
| 10  | Nie można uruchomić tego urządzenia. |
| 12  | To urządzenie nie może odnaleźć wystarczającej ilości wolnych zasobów, których mogłoby użyć. Aby użyć tego urządzenia, należy wyłączyć jedno z innych urządzeń uruchomionych w tym systemie. |
| 14  | Należy ponownie uruchomić komputer aby urządzenie działało właściwie. |
| 16  | System Windows nie może zidentyfikować wszystkich zasobów używanych przez to urządzenie. Aby określić dodatkowe zasoby tego urządzenia, kliknij kartę Zasoby w Menedżerze urządzeń i wypełnij brakujące ustawienia. Sprawdź w dokumentacji sprzętu, jakich ustawień użyć.                          |
| 18  | Zainstaluj ponownie sterowniki dla tego urządzenia. |
| 19  | System Windows nie może uruchomić tego urządzenia sprzętowego, ponieważ jego informacje o konfiguracji (w rejestrze) są niekompletne lub uszkodzone. |
| 21  | System Windows usuwa to urządzenie. |
| 22  | To urządzenie jest wyłączone. |
| 24  | To urządzenie nie istnieje, nie działa właściwie lub nie wszystkie wymagane sterowniki zostały zainstalowane. |
| 28  | Sterowniki dla tego urządzenia nie są zainstalowane. |
| 29  | Firmware urządzenia nie zapewnił mu niezbędnych zasobów. |
| 31  | System Windows nie może załadować sterowników wymaganych dla tego urządzenia. |
| 32  | Wyłączono sterownik (usługę) dla tego urządzenia. Możliwe, że tę funkcję zapewnia sterownik alternatywny. |
| 33  | System Windows nie może określić zasobów wymaganych dla tego urządzenia. |
| 34  | System Windows nie może określić ustawień dla tego urządzenia. Zajrzyj do dokumentacji, która została dostarczona z tym urządzeniem, i ustaw konfigurację przy użyciu karty Zasób. |
| 35  | Oprogramowanie układowe systemu komputera nie zawiera wystarczających informacji, aby można było poprawnie skonfigurować to urządzenie i używać go. Aby używać tego urządzenia, skontaktuj się z producentem komputera w celu uzyskania aktualizacji oprogramowania układowego lub systemu BIOS.   |
| 36  | To urządzenie żąda przerwania PCI, lecz jest skonfigurowane dla przerwania ISA (lub odwrotnie). Użyj programu konfigurującego system komputera, aby ponownie skonfigurować przerwanie tego urządzenia.                                                                                             |
| 37  | System Windows nie może zainicjować sterownika urządzenia dla tego sprzętu. |
| 38  | System Windows nie może załadować sterownika urządzenia dla tego sprzętu, ponieważ poprzednie wystąpienie sterownika urządzenia jest wciąż obecne w pamięci. |
| 39  | System Windows nie może załadować sterownika urządzenia dla tego sprzętu. Być może brakuje sterownika lub jest on uszkodzony. |
| 40  | System Windows nie może uzyskać dostępu do tego sprzętu, ponieważ w rejestrze brakuje informacji o kluczu usługi lub są one niewłaściwie zapisane. |
| 41  | System Windows pomyślnie załadował sterownik urządzenia dla tego sprzętu, ale nie może odnaleźć urządzenia sprzętowego |
| 42  | System Windows nie może załadować sterownika urządzenia dla tego sprzętu, ponieważ istnieje duplikat urządzenia już uruchomiony w systemie |
| 43  | System Windows zatrzymał to urządzenie, ponieważ zgłosiło ono problemy. |
| 44  | Aplikacja lub usługa zakończyła pracę tego urządzenia. |
| 45  | Aktualnie to urządzenie sprzętowe nie jest podłączone do komputera. Aby rozwiązać ten problem, ponownie podłącz to urządzenie sprzętowe do komputera. |
| 46  | System Windows nie może uzyskać dostępu do tego urządzenia sprzętowego, ponieważ system operacyjny jest w trakcie procesu zamykania. Urządzenie sprzętowe powinno działać poprawnie po ponownym uruchomieniu komputera.                                                                            |
| 47  | System Windows nie może użyć tego urządzenia sprzętowego, ponieważ zostało ono przygotowane do bezpiecznego usunięcia, ale nie zostało usunięte z komputera. Aby rozwiązać ten problem, odłącz to urządzenie od komputera, a następnie podłącz je ponownie.                                        |
| 48  | Oprogramowanie dla tego urządzenia zostało zablokowane przed uruchomieniem, ponieważ wiadomo o nim, że powoduje problemy z systemem Windows. Skontaktuj się z producentem sprzętu w celu uzyskania nowego sterownika.                                                                              |
| 49  | System Windows nie może uruchomić nowych urządzeń sprzętowych, ponieważ gałąź systemu jest za duża (przekracza limit rozmiaru rejestru). |
| 52  | System Windows nie może zweryfikować podpisu cyfrowego sterowników wymaganych dla tego urządzenia. Niedawna zmiana sprzętu lub oprogramowania mogła doprowadzić do instalacji pliku, który jest niepoprawnie podpisany lub uszkodzony albo może być złośliwym oprogramowaniem z nieznanego źródła. |
| 53  | To urządzenie jest zarezerwowane do użytku przez debugera jądra systemu Windows na czas trwania tej sesji rozruchu. |
| 54  | To urządzenie uległo awarii i jest resetowane. |

## Komenda driverquery
Program driverquery w wierszu poleceń generuje listy zainstalowanych urządzeń i sterowników, podobne do list Menedżera urządzeń, które użytkownik może wyświetlić na ekranie lub przekierować do pliku. Jest to przydatne do notatek i raportowania problemów dla zdalnych osób trzecich, takich jak pracownicy pomocy technicznej. Program posiada przełączniki do sterowania szczegółami danych wyjściowych i formatu, w tym przełącznik /fo z parametrem csv do generowania danych wyjściowych do pliku CSV, odpowiedniego dla importu do arkusza kalkulacyjnego.